# Carl van Vechten
Carl van Vechten (17. června 1880 Cedar Rapids, Iowa – 21. prosince 1964 New York) byl americký spisovatel a portrétní fotograf.